# Ekonomia klasyczna
Ekonomia klasyczna – szkoła myśli ekonomicznej, zapoczątkowana w drugiej połowie XVIII w. przez Adama Smitha, uważana za pierwszy współczesny, naukowy kierunek ekonomiczny. Do najważniejszych przedstawicieli kierunku poza Adamem Smithem zalicza się Williama Petty'ego, Davida Ricarda, Thomasa Malthusa, Johna Stuarta Milla oraz Johanna Heinricha von Thünena. Niektórzy autorzy, jak na przykład John Maynard Keynes, rozszerzają definicję ekonomii klasycznej także na Karola Marksa.

## Ekonomia klasyczna w Polsce
Do Polski ekonomia klasyczna dotarła przede wszystkim dzięki pracom Jeana-Baptiste'a Saya, który był najpopularniejszym ekonomistą zachodnim na ziemiach polskich w XIX wieku. Ówczesna sytuacja polityczno-gospodarcza Polski - utrata niepodległości oraz konieczność podjęcia skutecznych reform - wpłynęła na dominację wątków pragmatycznych nad teoretycznymi. Najwybitniejszym przedstawicielem ekonomii klasycznej w wydaniu polskim był Fryderyk Florian Skarbek. Wśród innych ekonomistów mających swój wkład w jej rozwój należy wymienić Juliana Dunajewskiego, Józefa Supińskiego oraz Dominika Krysińskiego.